# Tibia insulaechorab
Tibia insulaechorab, tên tiếng Anh: Arabian tibia, là một loài ốc biển, là động vật thân mềm chân bụng sống ở biển trong họ Strombidae, họ ốc nhảy.

## Hình ảnh

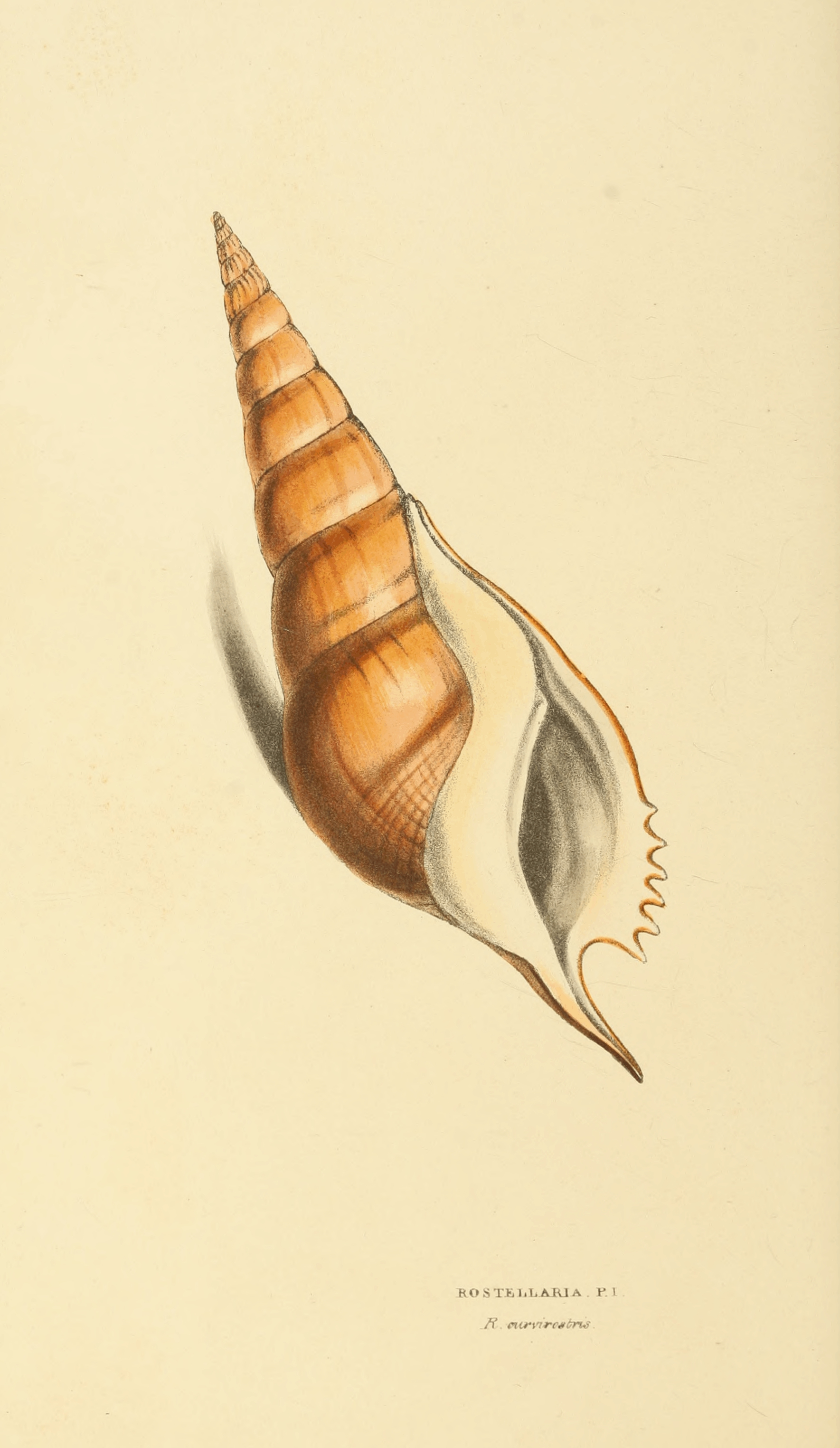